# おおかみ座ニュー2星
おおかみ座ν2星（おおかみざニュー2せい、ν2 Lupi、ν2 Lup）は、おおかみ座の方向約48光年の距離にある恒星である。見かけの等級は5.65で、肉眼でみることができる。太陽とよく似たG型主系列星だが、年齢は太陽よりだいぶ古く、銀河系内で「厚い円盤」の種族に属している。周囲には、3つの太陽系外惑星（スーパーアース）が発見されている。

## 特徴
| 太陽 | おおかみ座ν2星 |
| ---- | -------------- |
| 太陽 | Exoplanet      |

おおかみ座ν2星は、単独のG型主系列星で、スペクトル型はG3/5 Vと分類される。物理的性質が太陽に近い太陽型星で、質量は太陽の約88パーセント、半径は太陽の約1.05倍、表面の有効温度は約5664 Kで、光度は太陽の約1.04倍と推定されている。
金属量は、水素に対する鉄の存在量が太陽の半分程度で、金属元素は比較的欠乏気味であり、古い恒星であることを示唆する。彩層輝線を指標とする恒星の活動性も、平均して太陽活動の極小期並みの低さであり、やはり古い恒星の傾向と合致する。そして、銀河系内の運動速度を分析し、回転方向の速度と、動径方向及び垂直方向の速度を対比したトゥームレ図（Toomre diagram）により、おおかみ座ν2星は比較的古い恒星からなる厚い円盤の種族であることが示された。おおかみ座ν2星の年齢は、100億年を超えているとみられる。
おおかみ座ν2星は、太陽と似た特徴を持つ近傍の恒星であることから、中止となった Terrestrial Planet Finder 計画で優先度の高い観測目標の一つであった。

## 惑星系
2011年、HARPSの観測からミシェル・マイヨールらが報告した太陽系外惑星の中に、おおかみ座ν2星の3つ惑星も含まれていた。同グループは、更に期間を伸ばしたHARPSの視線速度法観測によって、2019年におおかみ座ν2星の3つの惑星の発見を正式に発表し、その存在が確定した。
3つの惑星は、公転周期が約11.6日のおおかみ座ν2星b（HD 136352 b）、公転周期が約27.6日のおおかみ座ν2星c（HD 136352 c）、公転周期が約107.6日のおおかみ座ν2星d（HD 136352 d）である。発見は視線速度法でなされたが、2020年にはTESSによっておおかみ座ν2星bとcのトランジットが検出され、2021年にはCHEOPSによっておおかみ座ν2星dもトランジットが検出されたことで、3惑星ともに軌道と下限質量だけでなく、半径とそれに付随して求められる物理量も判明し、惑星系の姿がだいぶ詳しくわかるようになった。CHEOPSによる監視は継続され、惑星の軌道や物理量の改善に加え、系外衛星の捜索も試みられているが、衛星が存在する証拠はみつかっていない。おおかみ座ν2星系は、肉眼等級の明るい恒星で複数の惑星がトランジットを起こす希少な例であり、系外惑星研究の重要な目標天体の一つとみなされている
おおかみ座ν2星bは、質量が地球の約4.7倍というスーパーアースで、密度は地球とほぼ同程度であることから、岩石惑星であることは確実と考えられる。おおかみ座ν2星bは質量が地球の約11倍、おおかみ座ν2星cは質量が地球の約9倍で、密度はいずれも地球の半分程度であり、地球型惑星と海王星型惑星の中間的な特性であることから、中心だけが岩石あるいは金属で、外側に液体および気体の層があるような構造ではないかと考えられる。3つの惑星は全て、太陽系でいえば金星軌道より内側を公転しており、居住可能惑星ではない。
| 名称 （恒星に近い順） | 質量                | 軌道長半径 （天文単位） | 公転周期 (日)                | 軌道離心率         | 軌道傾斜角           | 半径                  |
| --------------------- | ------------------- | ----------------------- | ---------------------------- | ------------------ | -------------------- | --------------------- |
| b                     | 4.68 ± 0.40 M⊕      | 0.0963 ± 0.0021         | 11.577794+0.000023 −0.000025 | 0.079+0.068 −0.053 | 88.53 ± 0.11°        | 1.643 ± 0.035 R⊕      |
| c                     | 11.22+0.60 −0.58 M⊕ | 0.1717 ± 0.0037         | 27.592076+0.000047 −0.000049 | 0.037+0.039 −0.026 | 88.580+0.032 −0.033° | 2.857+0.058 −0.057 R⊕ |
| d                     | 8.66+0.90 −0.91 M⊕  | 0.4243 ± 0.0092         | 107.1363+0.0019 −0.0024      | 0.075+0.085 −0.053 | 89.766+0.036 −0.033° | 2.507 ± 0.042 R⊕      |

おおかみ座ν2星では、スピッツァー宇宙望遠鏡などによって残骸円盤の存在を示す赤外超過の検出も試みられているが、赤外超過はみられず、残骸円盤のない惑星だけの系であるとみられる。